# Gouden koets (Yogyakarta)

Gouverneur-generaal A.W.L. Tjarda van Starkenborgh Stachouwer achter het raam in de koets op weg naar de kraton te Yogyakarta voor een bezoek aan de sultan van Yogyakarta

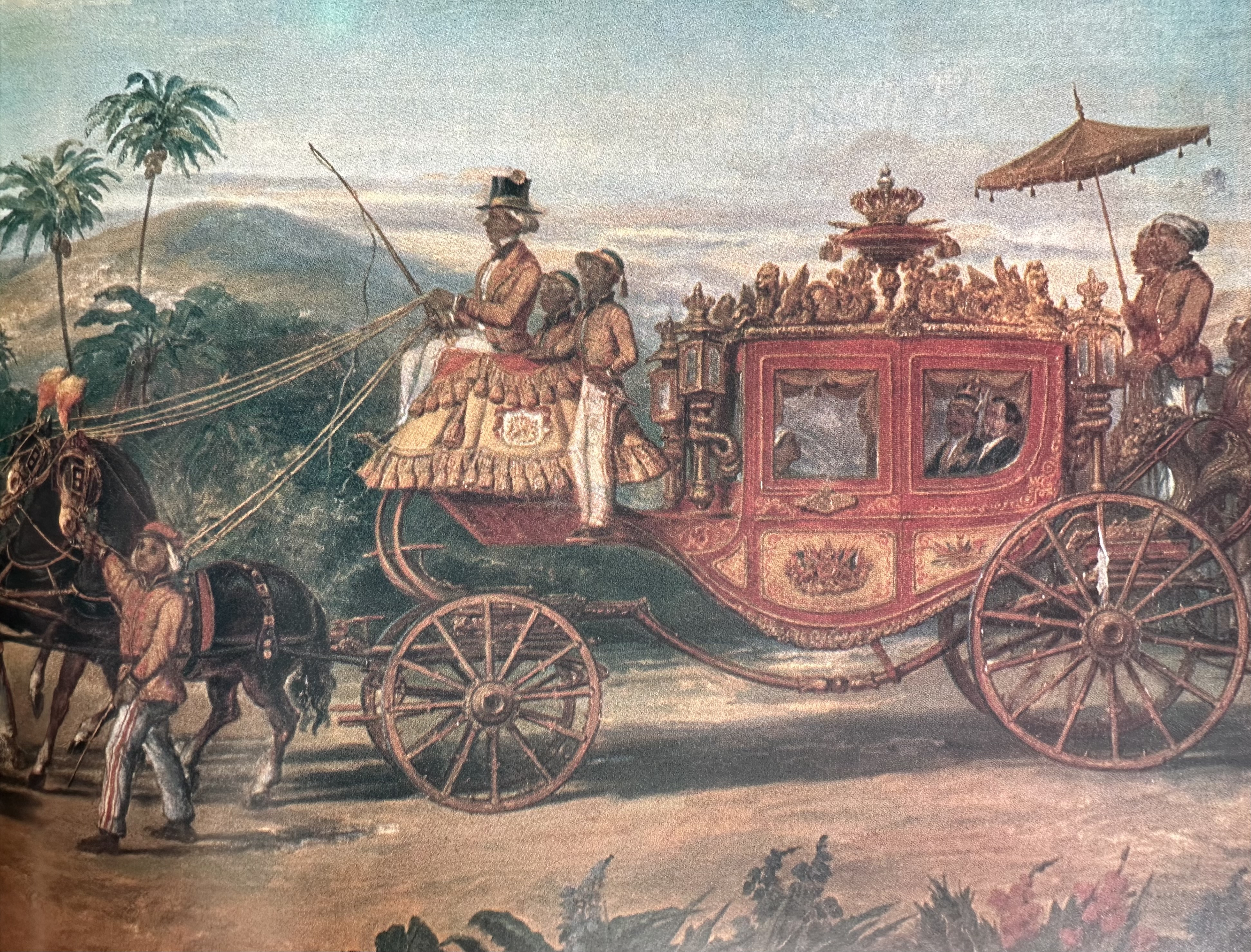
Gouache van Pieter Alardus Haaxman uit 1869.

De Gouden koets (Kareta Kiai Garoedajaksa) van Yogyakarta is een koets van de sultans van Yogyakarta op Java uit 1869. De koets werd vervaardigd door rijtuigfabriek Hermans & Co uit Den Haag die tien jaar eerder de Gouden koets van Solo gebouwd had. De koets voor Jogjakarta werd groter en rijker uitgevoerd, qua maatvoering vergelijkbaar met de latere Nederlandse Gouden koets uit 1898.
Beide koetsen hebben vier draken op het dak die een keizerskroon vasthouden. Op deze koets verheffen de draken hun koppen gesteund op hun poten. De lantaarns werden eender uitgevoerd, voorzien van een drakenstaart. De wielen zijn evenals die van Solo uitgevoerd met glanzende stralen, ontleend uit het wapen van Solo. Veel onderdelen zijn gelijk uitgevoerd, mogelijk gebruikmakend van dezelfde gietvormen.
De Gouden koets wordt sinds 1985 tentoongesteld in het in dat jaar geopende Koetsenmuseum.